# دایری (اورگن)
دایری (به انگلیسی: Dairy) یک منطقهٔ مسکونی در ایالات متحده آمریکا است که در شهرستان کلاماث، اورگن واقع شده‌است. دایری ۱٬۲۶۱٫۸۹ متر بالاتر از سطح دریا واقع شده‌است.